# Teresa Misiuk-Jodłowska
Teresa Antonina Misiuk-Jodłowska (ur. 13 czerwca 1934 w Grodnie, zm. 15 marca 2005) – polski prawniczka, cywilistka. 
Absolwenta Wydziału Prawa i Administracji Uniwersytetu Warszawskiego (1956). W latach 1957–1961 zatrudniona w Kancelarii Sejmu. Od 1960 pracowała w Zakładzie Postępowania Cywilnego Wydziału Prawa i Administracji UW. Doktorat uzyskała w 1969, habilitację w 1980. Profesor nadzwyczajny UW i KUL. 
Trzecia żona prawnika i polityka Jerzego Jodłowskiego.
Spoczywa na Cmentarzu Komunalnym Północnym na Wólce Węglowej.